# Department of Apocalyptic Affairs
Department of Apocalyptic Affairs drugi je studijski album norveškog sastava avangardnog metala Fleurety. Diskografska kuća Supernal Music objavila ga je 2000.

## Stil
Fleurety na albumu napušta black metal i priklanja se avangardnom metalu, a u pjesme uvrštava i elemente death metala, trip hopa, elektroničke glazbe, jazza, art rocka i industrijalne glazbe. William York sa sajta AllMusic usporedio je zvuk albuma sa zvukom Mr. Bunglea, Portisheada i drugih norveških sastava kao što su Ulver i Arcturus.
Na albumu je gostovalo mnogo glazbenika s norveške glazbene scene, a među njima se nalaze članovi (ili bivši članovi) sastava kao što Mayhem, Ulver, Head Control System, Borknagar, Arcturus, Winds, Tritonus, Beyond Dawn, Virus, Ved Buens Ende, Aura Noir i Dødheimsgard.

## Popis pjesama
Tekstovi: Svein Egil Hatlevik, glazba: Alexander Nordgaren i Hatlevik, osim na pjesmi "Barb Wire Smile".
| 1.    | »Exterminators«                       | 6:50 |
| 2.    | »Face in a Fever«                     | 6:17 |
| 3.    | »Shotgun Blast«                       | 5:20 |
| 4.    | »Fingerprint«                         | 7:02 |
| 5.    | »Facets 2.0«                          | 5:15 |
| 6.    | »Last-Minute Lies«                    | 7:54 |
| 7.    | »Barb Wire Smile« (verzija Snal Anta) | 6:55 |
| 8.    | »Face in a Fever« (Uredi Nordgarena)  | 4:28 |
| 50:01 |                                       |      |

## Zasluge
| - Alexander Nordgaren – gitara - Svein Egil Hatlevik – vokal (na pjesmama 2., 5., 6.), bubnjevi (na pjesmama 3., 4., 6.), klavijature - Bjørnar Slensvik – fotografije - G. Playa – produkcija, snimanje - Knut Magne Valle – snimanje - Bogus – produkcija, miks | Gostujući glazbenici Vokal Karianne Horn (na pjesmama "Exterminators" i "Fingerprint") Maniac (na pjesmi "Shotgun Blast") Heidi Gjermundsen (na pjesmama "Facets 2.0" i "Barb Wire Smile") Vilde Lockert (na pjesmi "Last-Minute Lies") G. Playa (na pjesmi "Last-Minute Lies") Gitara Knut Magne Valle (na pjesmi "Exterminators") Carl August Tidemann (na pjesmama "Face in a Fever" i "Fingerprint") Bubnjevi Hellhammer (na pjesmi "Exterminators") Einar Sjursø (na pjesmi "Face in a Fever") Carl-Michael Eide (na pjesmi "Facets 2.0") Bas-gitara Per Amund Solberg (na pjesmama 1. – 6.) Ostalo instrumenti Mari Solberg – saksofon (na pjesmama 1., 2., 5. i 7.) Sverd – solo na sintesajzeru (na pjesmi "Face in a Fever") Tore Ylwizaker – računalo (na pjesmama 3., 4. i 6.) James Morgan – remiks (pjesme "Barb Wire Smile") |